# 김승민 (작곡가)

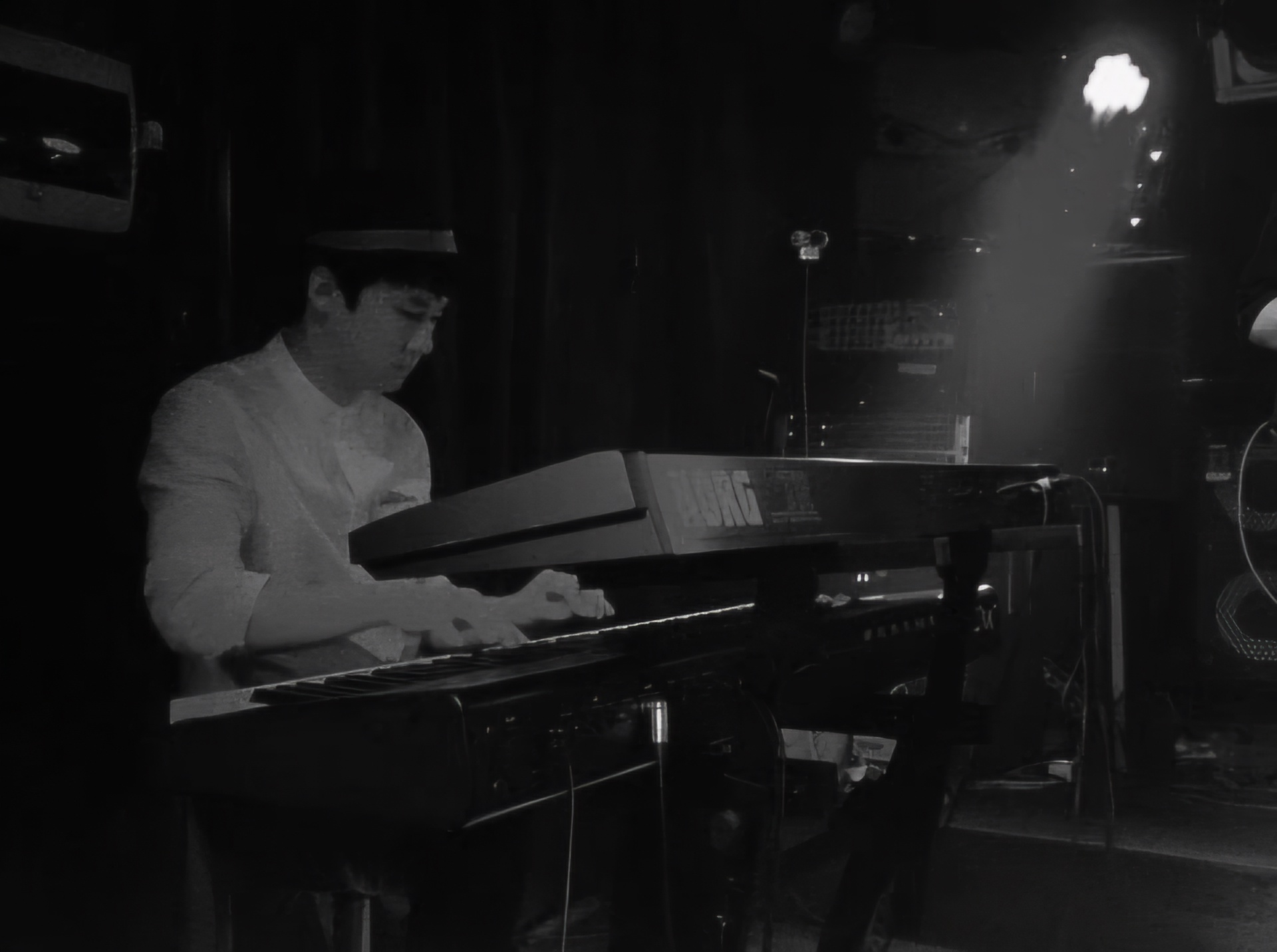

대한민국의 작곡가이자 피아노연주가, 대금 연주자이다. 한국씨티은행 출신의 금융인이라고 한다.

## 개요
- 대한민국의 작곡가이자 피아노/대금 연주자, 금융인이다.
- 한국 기독교음악의 대가인 작곡가 이영수 교수로부터 작곡을 사사.
- 2007년 일본 Tokyo IIDA Jazz School 飯田 敏彦(TOSHIHIKO IIDA) 사사.
- 일본 동경, 시부야, 나라, 치바 등에서 다수의 ccm 공연.
- 한국외국어대학교 경영대학원 경영금융학 석사 졸업.
- CCM그룹 영주사람들 프로듀서 겸 작사, 작곡가.
- 슈가애플피아노연주곡집의 작곡가이자 연주자.
- : 내 생각 하나님 생각, 풀·꽃·하나님 말씀, 의의면류관, 그 은혜 그 사랑 등 다양한 장르의 ccm음악 작곡.
- 뉴에이지피아노스타일의 '슈가애플피아노연주곡집'에 수록된 대표곡 '꿈꾸는 아가별', '꽃을 보면 네가 생각나' 등 다수 작곡.

## 생애
경상북도 영주시 출신. 대한민국의 작곡가이자 피아노 및 대금 연주자이다. 한국외국어대학교 경영대학원 경영금융학(MBA) 석사 졸업하였다.
한국씨티은행 등 다양한 금융기관에 근무한 이력을 가진 금융인으로, 금융과 음악을 병행하는 특이한 이력의 소유자이다.
역시나 금융인이자 뮤지션인 '더 클래식'의 김광진을 좋아한다고 하며, 그와 같이 금융과 음악을 병행하면서 활동하고 싶다고 한다.
경상북도 영주시가 고향으로 같은 교회 출신의 제자인 재즈피아니스트 '안병규'와 'CCM그룹 영주사람들'을 결성하였다.
기독교음악의 대가 작곡가 이영수 교수에게 작곡을 사사받았다.
일본 Tokyo IIDA Jazz School 飯田 敏彦(TOSHIHIKO IIDA)에게 재즈피아노를 사사받았다.
일본에 거주하는 동안 '동경의 시부야, 나라, 치바 등 다양한 곳에서 ccm활동을 하였다고 한다.
CCM그룹 영주사람들 프로듀서 겸 작사, 작곡가로 활동 중이다.
내생각하나님생각, 풀·꽃·하나님말씀, 의의면류관, 그은혜 그사랑 등 다양한 장르의 ccm음악 작곡하였다.
뉴에이지 스타일의 피아노 연주앨범인 '슈가애플피아노연주곡집'도 발표하였으며, 대표곡으로는 '꿈꾸는 아가별', '꽃을 보면 네가 생각나' 등을 작곡하였다.

## 여담
금융인이자 뮤지션인 '더 클래식'의 김광진을 좋아한다고 하며, 그와 같이 금융과 음악을 병행하면서 활동하고 싶다고 한다.
국악기인 대금은 전공이 아닌데도 피아노를 연주해서 그런지 대금연주실력도 상당하다고 한다. 영주사람들 앨범의 모든 대금은 직접 연주하였다고 한다.

## 참여앨범
- 2020.12.24. 영주사람들 'The Lord Says' feat. 이준석, 박나진
- 2021.04.09. 슈가애플피아노연주곡집1 '꿈 꾸는 아가별'
- 2021.05.06. 슈가애플피아노연주곡집2 '꽃을 보면 네가 생각나 ver 1 piano'
- 2021.05.17. 슈가애플피아노연주곡집2 '꽃을 보면 네가 생각나 ver 2 violin'
- 2021.06.17. 슈가애플피아노연주곡집3 '두둥실 설레는 내 마음'
- 2021.08.23. 러블리가스펠 Live Ver.1 영주사람들
- 2021.11.08. 러블리가스펠 Live Ver.2 영주사람들
- 2022.03.07. 영주사람들 '의의 면류관' feat. 이길
- 2022.05.02. 영주사람들 '풀, 꽃, 하나님말씀' feat. 이길
- 2023.09.25. 영주사람들 '그 은혜, 그 사랑' feat. 정은주